# Frank Bompensiero
Frank Bompensiero, detto "The Bomp", (Milwaukee, 29 ottobre 1905 – San Diego, 10 febbraio 1977), è stato un mafioso statunitense.
Fu uno dei più importanti boss mafiosi della famiglia di Los Angeles, per molto tempo capodecina della medesima famiglia nella città di San Diego. Bompensiero fu anche uno dei più spietati e temuti killer di tutta la mafia californiana.

## Biografia

### Gli inizi
Francesco Bompensiero nasce il 29 ottobre del 1905, nella città di Milwaukee, nello Stato del Wisconsin. I suoi genitori erano emigrati poco tempo prima della sua nascita dalla Sicilia. Sin da giovane Frank iniziò a lavorare nella locale famiglia mafiosa come killer, segnalandosi come sicario freddo e spietato. Alla metà degli anni venti, viene fatto ufficialmente "uomo d'onore" della famiglia di Milwaukee. Poco tempo dopo si sposa con una donna di nome Thelma Jan Sanfelipp, ed avrà una figlia di nome Mary Ann. I suoi primi arresti furono per contrabbando di alcolici, durante il proibizionismo, per gioco d'azzardo, sequestro di persona, e omicidio, ciò nonostante scontò solo poche settimane di carcere.

### Gli anni '30
Verso la fine degli anni venti, decise di stabilirsi in California, nella città di San Diego, città controllata dalla famiglia mafiosa di Los Angeles, guidata all'epoca dal potente boss Joseph Ardizzone. Ardizzone con il consenso della famiglia di Milwaukee, lo aggrega nella sua famiglia, e lo affida come "soldato" nel gruppo di San Diego, guidato dal boss Gaspare Matranga. Bompensiero come attività legale apre un negozio, ed entra in società con lo stesso Matranga, in alcune società. In quel periodo Bompensiero si occupava principalmente di contrabbando di alcol, ed era uno dei killer di maggior fiducia dei boss Matranga e Ardizzone.
Nel 1931 il boss della famiglia di Los Angeles, Joe Ardizzone scompare di lupara bianca su ordine di Jack Dragna, che così diventa il nuovo capofamiglia. Nel luglio del 1937, Lew Brunneman il capo di una piccola banda ebrea, che cercava di prendere il controllo del gioco d'azzardo nella cittadina californiana di Redondo Beach, mentre passeggiava sul lungomare con la sua amante, veniva colpito da alcuni colpi di pistola da Bompensiero e da un altro killer ma tuttavia Brunneman riuscì a salvarsi. Il 25 ottobre Brunneman, mentre si trovava in un ristorante di Redondo Beach veniva assassinato dallo stesso Bompensiero. Il 28 febbraio 1938, Bompensiero fermo il malavitoso Phil Galluzzo, e lo costrinse a salire con lui in macchina, gli sparo sei colpi di pistola addosso, Galluzzo morì in ospedale una settimana dopo.

### Gli anni '40
Dopo questo omicidio Bompensiero lasciò momentaneamente la California, passando la latitanza tra Detroit e la natia Milwaukee dove restò per circa due anni, sotto la protezione delle locali famiglie mafiose, ed un anno a Tampa, sotto la protezione della famiglia Trafficante. Tornò a San Diego nel giugno del 1941, quando le accuse sull'omicidio caddero per mancanza di prove. Nel 1947 scoppiò la faida tra la famiglia di Los Angeles e la banda guidata da Mickey Cohen. Cohen era stato il braccio destro di Bugsy Siegel, e dopo l'omicidio di quest'ultimo avvenuto pochi mesi prima, si era messo alla guida del gruppo del suo amico ebreo per il controllo di alcuni racket, la famiglia decretò così la sua morte, e scoppiò la faida.
Il 18 agosto 1948 il mafioso Jimmy Fratianno che fingeva di essere amico di Cohen, entrò nel negozio di quest'ultimo, con la scusa di comprare alcune cose. Appena Fratianno uscì dalla porta del negozio, con un cenno della mano diede il segnale ai suoi complici, che attendevano fuori all'interno di un'automobile, il commando era composto dallo stesso Frank Bompensiero, Frank DeSimone ed altri due killer. All'interno del negozio erano presenti oltre allo stesso Cohen, tre dei suoi uomini che erano: Hooky Rothman, Al Snyder e Jimmy Rist. Rothman fu abbattuto da Bompensiero, con una fucilata in pieno volto, mentre Cohen, Snyder e Rist nonostante rimasero leggermente feriti, riuscirono a salvarsi.

### Gli anni '50
Con il ritiro del vecchio boss Gaspare Matranga, alla fine degli anni quaranta Dragna nominò Bompensiero capodecina della famiglia, e quindi boss della cosca di San Diego. In città la decina di Bompensiero, composta da circa 20 uomini d'onore, più una trentina di persone tra associati e fiancheggiatori, si occupava di tutti i racket della città come estorsioni, gioco d'azzardo, usura, traffico di droga, scommesse clandestine, rapine, sindacati e riciclaggio di denaro sporco. Inoltre Bompensiero aveva preso il controllo di numerosi bar della zona, in società con lo stesso Dragna. Il suo quartier generale era proprio uno di questi bar il "Gold Rail". Nel 1950 con Jimmy Fratianno organizzò l'omicidio di Frank Borgia un ex contrabbandiere e soldato della cosca. Ad ordinare l'omicidio di Frank Borgia era stato il boss Jack Dragna. Con una scusa Anthony Mirabile, uno dei soldati di fiducia di Bompensiero, portò Borgia a casa di Joseph Adamo, soldato della famiglia e fratello del vicecapo Girolamo Adamo, appena entrati dalla porta, Borgia fu afferrato per un braccio da Mirabile, e nello stesso istante Bompensiero, Fratianno e Joseph Adamo strangolarono la vittima con una corda intorno al collo.
Un altro omicidio di Bompensiero fu quello del malavitoso ebreo Louis Strauss detto "Loui il russo". Strauss aveva tentato di ricattare il gangster, ed ex contrabbandiere di Dallas, Benny Binion che adesso gestiva delle case da gioco a Las Vegas. Binion era un vecchio socio di Jack Dragna, e gli promise che se gli avesse risolto il problema, gli avrebbe passato il 25% di incassi delle sue attività a Las Vegas. Dragna così ordinò l'omicidio, e nell'aprile del 1953 Strauss fu invitato da Fratianno in California, per discutere di alcuni affari. Appena entrato in un appartamento Strauss fu strangolato da Bompensiero, lo stesso Fratianno e da Joe D'Ippolito, un altro membro della cosca. Nel 1955 Bompensiero fu arrestato e incarcerato nella prigione californiana di San Quintino, con una condanna a 14 anni, ma ne sconterà soltanto cinque. Nel 1956 Jack Dragna muore di cause naturali, e a succedergli alla guida della famiglia c'è il mafioso Frank De Simone. Tuttavia il rapporto tra De Simone e Bompensiero non è dei migliori, e infatti De Simone declassa subito Bompensiero che in quel periodo si trovava ancora in carcere, da capodecina a soldato.

### Gli anni '60 e '70
Uscito di prigione all'inizio del 1960 su libertà vigilata, nonostante il declassamento da capodecina a semplice soldato, Bompensiero entrò in società con John Roselli, e Moe Dalitz, che gestivano gli affari delle cosche a Las Vegas. Il risentimento e le critiche di Bompensiero, verso la dirigenza della famiglia iniziarono ad aumentare, così iniziò a tramare la scalata per poter prendere il potere all'interno della famiglia di Los Angeles. Venuti a sapere delle sue intenzioni, i capi della famiglia decisero di eliminarlo ma Bompensiero da vecchio ed esperto killer era sempre molto cauto e scaltro nel farsi sorprendere allo scoperto. Per guadagnarsi la loro fiducia ed annullare i suoi sospetti, i vertici della famiglia decisero di nominarlo da soldato a consigliere.

### L'omicidio
Il 10 febbraio del 1977, il settantaduenne Frank Bompensiero mentre si reca a telefonare in una cabina telefonica vicino a casa sua, viene colpito a morte con vari colpi di pistola calibro 22, da distanza ravvicinata, morendo sul colpo. Successivamente, dell'omicidio furono accusate e processate alcune persone della cosca, tra cui il presunto killer Thomas Ricciardi e il boss Dominic Brooklier.